# ウィリアム・ジェイムズ・サイディズ
ウィリアム・ジェイムズ・サイディズ（William James Sidis, 1898年4月1日 - 1944年7月17日）は、アメリカ合衆国の数学者。幼い頃は神童として知られたが、長ずるに及んで隠遁生活に入り、数学の世界から引退してしまった。晩年はジョン・W・シャタックやフランク・ファルーパなど、複数の偽名を使って数学以外の領域で仕事をしたが、その詳細はほとんど判明していない。

## 家庭と教育
ニューヨーク生まれ。父はウクライナ系、母はロシア系のユダヤ系移民である。父ボリス・サイディズは心理学者で、農民に読み書きを教えることを禁ずる法を破ったために政治犯として迫害を受け、1887年、帝政ロシアから米国に移住し、ハーバード大学で心理学を教えると共に精神分析家として患者の治療に従事して多数の著作を残した。母サラは旧姓マンデルバウム、1889年にポグロムを逃れ、やはりロシアから米国に移住した。彼女は学校教育を受けたことがなかったにもかかわらず夫ボリスの個人教授を受けて医学部に学び、医師となった。ウィリアムが誕生すると、息子の教育に専念するために医師を辞め、専業主婦となった。ウィリアムの名前は、ボリスの友人で同僚のウィリアム・ジェイムズに由来している。
ボリスとサラは、息子を育てるにあたって一切の罰を与えることなく、早期英才教育によって知識欲を植えつけようと考えていた。これは、当時としては非常に珍しい考えだったので多くの批判を受けた。にもかかわらず、両親の教育のおかげでウィリアムは生後18か月にして『ニューヨーク・タイムズ』を読むことができ（過読症）、2歳でラテン語を、3歳でギリシア語を独習した。4歳で解剖学に関する学術論文を執筆した。8歳までには、8つの言語（英語、ラテン語、ギリシア語、ロシア語、ヘブライ語、フランス語、ドイツ語、そして彼自身が発明した言語であるヴェンダーグッド語）で複数の本を執筆していた。このほか彼の幼年期については次のエピソードが記録されている。
- 生後6か月にして、スプーンを使用して自ら食事を摂ろうとしはじめた。そして2か月後には成功した。
- ボリスにおだてられると、自分が入っている揺りかごに書いてあったアルファベットの音節を発音できるようになった。
- 生後6か月で「ドア」と言った。2か月後、サラに向かって、ドアと人々、動くものが好きだと言った。
- 生後7か月で、月を指さして「月」と言った。そして自分だけの月を欲しがった。
- 1歳で綴り方を覚えた。
- 3歳でタイピングを憶えた。タイプライターに手が届くよう高い椅子を使った。初めてタイプしたのは、百貨店に玩具の注文を出す手紙だった。
- 4歳の時には、誕生日の贈り物として、ボリスからラテン語版のガリア戦記を贈ってもらい、読みこなした。
- 4歳の時にはホメロスを原書で読んだ。
- 6歳の時には、アリストテレスの論理学を修得した。
- 6歳の時、ロシア語、フランス語、ドイツ語、ヘブライ語を修得。さらにトルコ語とアルメニア語も修得した。
- 6歳の時には、歴史上のいかなる日付でも曜日を計算し、当てることができた。
- 6歳でグレイの解剖学を修めた。大学レベルの数学の試験で合格点を取った。
- 6歳でグラマースクールに通い始めた。あまりに上達が速いので、3日で3年生に進級。7か月で卒業した。
- 8歳の時、数学の力でボリスを追い越した。
- 8歳の時、E・V・ハンティントンが書いた数学の教科書のゲラを校正した。
- 4歳から8歳までの間に、4冊の本を執筆した。解剖学と天文学の本も書いたが、紛失し、現存していない。
- 7歳の時、ハーバード大学医学部の解剖学の試験に合格した。
- 8歳の時、MITの入試に合格した。
- 全米最高の中等学校の教師たちよりも勉強がよくできた。
- 10歳の時、ハーバード大学の論理学教授ジョサイア・ロイスの原稿を「段落がおかしい」と言って訂正した。
- 11歳の時、高等数学と天体の運動を修得。

## ハーバードと大学生活
8歳でハーバード大学に願書を出した時、学力は充分だったにもかからず入学を拒否されたが、やがて早熟児のためのプログラムが始まったため、11歳で再度ハーバードに志願して入学を許された。数学教授たちの前で四次元体に関する講義をおこない、高く評価された。サイディズは当時、ハーバード入学者の中では史上最年少だった。
この講義の後、MIT教授のダニエル・コムスティックは、ウィリアムこそ20世紀最高の数学者になるに違いないと予言した。計量心理学者エイブラハム・スターリングは、ウィリアムの知能指数を250から300と測定した。ハーバードには当時ノーバート・ウィーナー、リチャード・バックミンスター・フラー、ロジャー・セッションズといった複数の神童が在籍していたが、いずれもウィリアムには及ばなかった。1914年、ウィリアムはハーバードをcum laude（3段階の成績優秀者中、第3段階目）の成績で卒業したが、この時まだ16歳に過ぎなかった。

## 教授生活、そしてロースクール
1914年、16歳にして、テキサス州ヒューストンのライス大学の数学教授に就任した。しかし、自身よりも年長でありながら（彼から見て）レベルの低い学生たちを指導する仕事に不満を抱き、1年も経たないうちに辞職してボストンに帰郷した。1916年9月、サイディズは18歳でハーバード大学ロースクールに入学したが、成績優秀だったにもかかわらず、「精神的に満たされない」という理由で1919年3月に中退している。

## 政治活動と逮捕
1919年、社会主義者、無神論者、ソビエト政治の支持者だった彼はメーデーの反徴兵パレードに参加したために逮捕された。1918年の治安妨害法が適用され、良心的兵役拒否者として懲役18か月の実刑を言い渡されたが、両親の奔走で収監は免れた。しかしその代わり、両親がカリフォルニア州に所有する夏の別荘に1年間幽閉された。
1921年、東海岸に戻ると、彼は殻の中に閉じこもり、計算機の運用といった半端な仕事に従事するようになった。そして、路面電車の切符や鉄道雑誌を収集する趣味に没頭した。少数の友人と共にサークルを結成し、独自の視点による米国史を内輪で講義することもあった。

## 晩年
このことを「かつての神童の没落」として面白おかしく書き立てたのが『ザ・ニューヨーカー』誌だった。サイディズはプライバシー侵害で同誌を提訴し、7年間争った末、1944年に連邦最高裁で勝訴した。地裁と高裁では、彼は公人と判断され、プライバシー権を認められなかった。
その後まもなく、1944年にサイディズはボストンで脳卒中により46歳で死去し、父の眠るポーツマスのサウス墓地に埋葬された。
サイディズはしばしば、大人になってから成功しなかった神童の見本として引き合いに出され、早期英才教育の無意味さを裏付ける材料として論じられることがある。彼と同様に東欧系ユダヤ人の二世として生まれ、ハーバード教授の父から早期英才教育を授けられてハーバードに学んだノーバート・ウィーナーは、一歩間違えれば自分もサイディズと同じようになっていたかもしれないという恐怖感を持っていたといわれる。しかし彼の能力が成人した後もなお天才的であったことは事実である。早期英才教育の有害さについて精神的な面が指摘されている。